# Diahann Carroll
Diahann Carroll, pseudonimo di Carol Diann Johnson (Bronx, 17 luglio 1935 – West Hollywood, 4 ottobre 2019), è stata un'attrice e cantante statunitense.

## Biografia
Nata nel Bronx da John Johnson, di Aiken, e Mabel Faulk, di Bladenboro, da bambina si trasferì con la famiglia ad Harlem. Frequentò la Fiorello H. LaGuardia High School, dove fu compagna di classe di Billy Dee Williams. Fin da piccola frequentò corsi di danza e canto e all'età di 15 anni lavorò come modella per la rivista Ebony, mettendosi in luce per l'alta statura e il fisico da indossatrice. Successivamente si laureò in sociologia all'Università di New York e fece il suo debutto artistico nel 1954, prendendo parte a serie tv e film, tra cui piccoli ma incisivi ruoli in Carmen Jones, Porgy and Bess e Le piace Brahms?.
Nel 1968 la Carroll venne contattata per interpretare la protagonista della serie Tv Giulia, sitcom incentrata sulle vicende di Julia Baker, un'infermiera, vedova e madre single. Non fu la prima serie televisiva ad avere come protagonista un'attrice afroamericana (il primato spetta a Ethel Waters e Louise Beavers in Beulah, 1950-52), ma la Carroll fu la prima chiamata a ricoprire un ruolo che non fosse stereotipato o servile. E Marc Copage fu il primo attore bambino afroamericano ad entrare nel cast principale di una serie televisiva originale.
La situazione familiare descritta era atipica: madre vedova con figlio, che vive e lavora in un ambiente bianco e benestante. Si dovrà attendere la seconda metà degli anni settanta con Good Times (1974-79) per avere un programma incentrato sulla vita nei quartieri popolari di Chicago di una "ordinaria" famiglia afro-americana (padre, madre, figli di età diverse) di estrazione sociale medio-bassa.
Il ruolo di Giulia le diede una grande popolarità e molte soddisfazioni: vinse infatti un Golden Globe su due nomination (1969-1970) e ottenne anche una nomination per un Emmy. La serie ottenne anche un TV Land Award nel 2003.
La popolarità televisiva sembrò precocemente declinare, ma per l'attrice giunse nel 1974 la grande occasione per il cinema: fu infatti protagonista del film Claudine, con James Earl Jones, che le varrà sia la nomination all'Oscar alla miglior attrice, battuta poi da Ellen Burstyn (per Alice non abita più qui), sia la nomination al Golden Globe, battuta da Raquel Welch (per I tre moschettieri). Nonostante la mancata conquista di entrambi i premi, il film si rivelò un enorme successo di pubblico e di critica, e una grande soddisfazione professionale per l'attrice. 
Nel 1984 la Carroll consolidò ulteriormente la propria popolarità, interpretando il personaggio di Dominique nella soap opera Dynasty, ruolo che ricoprirà fino al 1987 e in alcuni episodi dello spin-off I Colby (1985-1986). Dal 1990 le venne attribuita una stella sulla Hollywood Walk of Fame, mentre nel 2003 le fu assegnato il TV Land Awards alla carriera.
Partecipa a numerosi film e serie tv, tra cui, tra il 2006 e il 2007 Grey's Anatomy, dove interpreta la madre del dottor Burke, guadagnandosi la sua quinta nomination all'Emmy. 
Nel 2009 entrò a far parte del cast della serie tv White Collar - Fascino criminale in cui interpretò June, una ricca vedova di Manhattan, ruolo per il quale nel 2012 ricevette la candidatura agli Image Awards come miglior attrice non protagonista. Diahann Carroll è morta di cancro il 4 ottobre 2019 nella sua casa di West Hollywood all'età di 84 anni.

## Filmografia

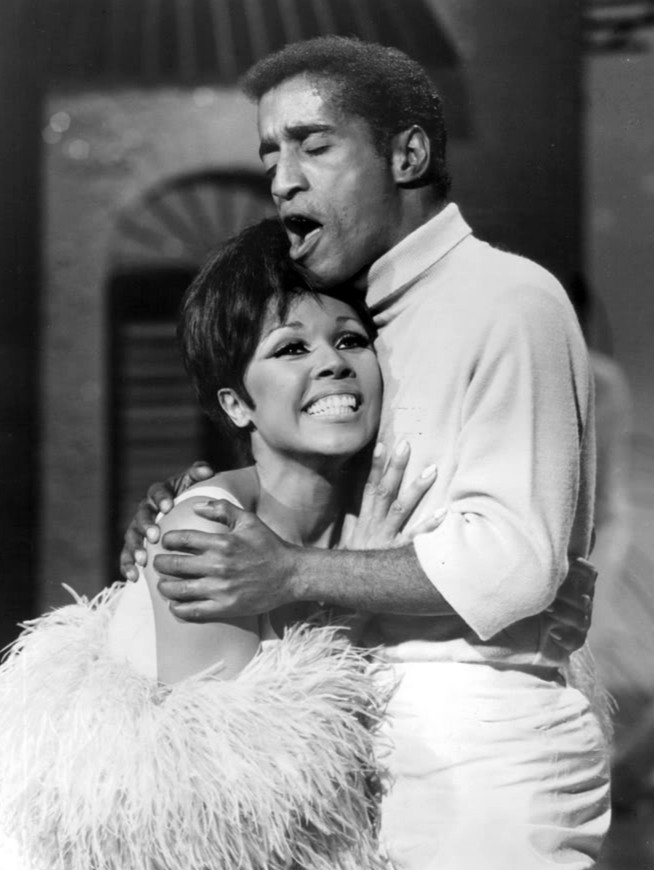
Diahann Carroll e Sammy Davis Jr. nel 1968 in The Hollywood Palace

### Cinema
- Carmen Jones, regia di Otto Preminger (1954)
- Porgy and Bess, regia di Otto Preminger (1959)
- Le piace Brahms? (Goodbye Again), regia di Anatole Litvak (1961)
- Paris Blues, regia di Martin Ritt (1961)
- E venne la notte (Hurry Sundown), regia di Otto Preminger (1967)
- I sei della grande rapina (The Split), regia di Gordon Flemyng (1968)
- Claudine, regia di John Berry (1974)
- Mo' Better Blues, regia di Spike Lee (1990)
- The Five Heartbeats, regia di Robert Townsend (1991)
- La baia di Eva (Eve's Bayou), regia di Kasi Lemmons (1997)
- Peeples, regia di Tina Gordon (2013)
- The Masked Saint, regia di Warren P. Sonoda (2016)

### Televisione
- General Electric Theater – serie TV, 1 episodio (1955)
- Peter Gunn – serie TV, episodio 2x23 (1960)
- The Man in the Moon – film TV (1960)
- La città in controluce (Naked City) – serie TV, 1 episodio (1962)
- Undicesima ora (The Eleventh Hour) – serie TV, 1 episodio (1963)
- Giulia (Julia) – serie TV, 86 episodi (1968-1971)
- The Mancini Generation – serie TV, 1 episodio (1972)
- Un grido di morte – film TV (1975)
- Love Boat (The Love Boat) – serie TV, 1 episodio (1977)
- The Star Wars Holiday Special – film TV (1978)
- Radici - Le nuove generazioni (Roots: The Next Generations) – serie TV, 1 episodio (1979)
- I Know Why the Caged Bird Sings – film TV (1979)
- Sorella, sorella (Sister, Sister), regia di John Berry (1982)
- Dynasty – serie TV, 74 episodi (1984-1987)
- I Colby (The Colbys) – serie TV, 7 episodi (1985-1986)
- Webster – serie TV, 1 episodio (1985)
- Tutti al college (A Different World) – serie TV, 9 episodi (1989-1993)
- Entro la prima luna (From the Dead of Nighte), regia di Paul Wendkos – film TV (1989)
- Omicidio in bianco e nero (Murder in Black and White), regia di Robert Iscove – film TV (1990)
- Sunday in Paris, regia di Hugh Wilson – film TV (1991)
- The Sinbad Show – serie TV, 1 episodio (1993)
- La legge di Burke (Burke's Law) – serie TV, 1 episodio (1994)
- Ombra serale (Evening Shade) – serie TV, 1 episodio (1994)
- Perry Mason: Serata con il morto (A Perry Mason Mystery: The Case of the Lethal Lifestyle), regia di Helaine Head – film TV (1994)
- Colomba solitaria (Lonesome Dove: The Series) – serie TV, 7 episodi (1994-1995)
- ABC Weekend Specials – serie TV, 1 episodio (1995) - narratrice
- Il tocco di un angelo (Touched by an Angel) – serie TV, 1 episodio (1995)
- The Sweetest Gift, regia di Stuart Margolin – film TV (1998)
- Ellen – serie TV, 1 episodio (1998)
- Having Our Say: The Delany Sisters' First 100 Years, regia di Lynne Littman – film TV (1999)
- Jackie's Back!, regia di Robert Townsend – film TV (1999)
- Twice in a Lifetime – serie TV, 2 episodi (1999)
- The Courage to Love, regia di Kari Skogland – film TV (2000)
- Sally Hemings: uno scandalo americano (Salli Hemings: An American Scandal), regia di Charles Haid – film TV (2000)
- Livin' for Love: The Natalie Cole Story, regia di Robert Townsend – film TV (2000)
- The Court – serie TV, 1 episodio (2002)
- Half & Half – serie TV, 1 episodio (2002)
- Squadra Med - Il coraggio delle donne (Strong Medicine) – serie TV, 1 episodio (2003)
- Whoopi – serie TV, 1 episodio (2003)
- Soul Food – serie TV, 2 episodi (2003-2004)
- Grey's Anatomy – serie TV, 7 episodi (2006-2007)
- Back to You – serie TV, 1 episodio (2008)
- White Collar – serie TV, 25 episodi (2009-2014)
- Patricia Cornwell - A rischio (At Risk), regia di Tom McLoughlin – film TV (2010)
- Patricia Cornwell - Al buio (The Front), regia di Tom McLoughlin – film TV (2010)
- Diary of a Single Mom – serie TV, 7 episodi (2010-2011)

## Teatro
- House of Flowers, libretto di Truman Capote, colonna sonora di Harold Arlen, regia di Peter Brook. Alvin Theatre di Broadway (1955)
- No Strings, libretto di Samuel A. Taylor, colonna sonora di Richard Rodgers, regia di Joe Layton. Adelphi Theatre e Broadhurst Theatre di Broadway (1962)
- Same Time, Next Year di Bernard Slade, regia di Gene Saks. Huntington Hartford Stage di Hartford (1977)
- Agnese di Dio di John Pielmeier, regia di Michael Lindsay-Hogg. Music Box Theatre di Broadway (1988)
- Lettere d'amore di A. R. Gurney, regia di Ted Weiant. Cherry County Playhouse di Los Angeles (1990)
- Sunset Boulevard, libretto di Christopher Hampton, testi di Don Black, colonna sonora di Andrew Lloyd Webber, regia di Trevor Nunn. Ford Centre di Toronto (1995)
- I monologhi della vagina di Eve Ensler, regia di Joe Mantello. Westside Theatre dell'Off-Broadway (1999)
- Blue, libretto di Charles Randolph-Wright, colonna sonora di Nona Hendryx, regia di Sheldon Epps. Pasadena Playhouse di Pasadena (2002)
- Bubbling Brown Sugar, libretto di Loften Mitchell, colonna sonora di autori vari, regia di George Faisin. Fox Theatre di Atlanta (2004)
- On Golden Pond di Ernest Thompson, regia di Leonard Foglia. Kennedy Center di Washington (2004)

## Riconoscimenti
- Premio Oscar
  - 1975 – Candidatura per la miglior attrice per Claudine

- Golden Globe
  - 1969 – Miglior attrice televisiva per Giulia
  - 1970 – Candidatura per la miglior attrice in una serie drammatica per Giulia
  - 1975 – Candidatura per la miglior attrice in un film commedia o musicale per Claudine

- Tony Award
  - 1962 – Miglior attrice protagonista in un'opera teatrale No Strings (1962)

- Emmy Awards
  - 1963 – Candidatura per la miglior attrice protagonista in un singolo episodio di una serie tv per La città in controluce
  - 1970 – Candidatura per la miglior attrice protagonista in una serie comica per Giulia
  - 1989 – Candidatura per la miglior attrice guest star in una serie comica per Tutti al college
  - 1999 – Candidatura per la miglior attrice in programma per bambini per The Sweetest Gift
  - 2008 – Candidatura per la miglior attrice guest star in una serie drammatica per Grey's Anatomy

- TV Land Award
  - Premio alla carriera (2003)

- Hollywood Walk of Fame
  - Stella per i suoi contributi all'industria musicale al 7005 Hollywood Blvd (1990)

## Doppiatrici italiane
- Rita Savagnone in Paris Blues, White Collar
- Vittoria Febbi in I sei della grande rapina, Dynasty
- Anna Teresa Eugeni in Giulia
- Lorenza Biella in Grey's Anatomy